# Paula Morelenbaum
Paula Morelenbaum, nome da nubile Regina Paula Martins, ma maggiormente nota con il cognome del marito, (Rio de Janeiro, 31 luglio 1962), è una cantante brasiliana.

## Biografia
Paula e suo marito, il violoncellista Jaques Morelenbaum hanno fatto parte del gruppo che accompagnò in tour Antônio Carlos Jobim tra il 1984 e il 1994.
Paula e Jaques Morelenbaum hanno inoltre fatto parte del "Quarteto Jobim-Morelenbaum", insieme al figlio di Jobim Paulo e al figlio di questi, Daniel, e del "trio Morelenbaum2/Sakamoto", insieme al compositore e pianista giapponese Ryūichi Sakamoto.

## Discografia
- Céu da Boca - Céu da Boca, 1981 LP (Polygram)
- Céu da Boca - Baratotal, 1982 LP (Polygram)
- Nova Banda - Amazonas Família Jobim 1991 (MoviePlay/Som Livre)
- Paula Morelenbaum - Paula Morelenbaum, 1992 (Independente/Camerati)
- Quarteto Jobim-Morelenbaum - Quarteto Jobim-Morelenbaum, 1999 (Velas/Sony Music)
- Céu da Boca - Millennium, 2000 (Universal Music)
- Morelenbaum²/Sakamoto - Casa, 2001 (Kab/Universal Music)
- Morelenbaum²/Sakamoto - Live in Tokyo 2001, 2001 (Warner Music Japan)
- Morelenbaum²/Sakamoto - A Day in New York, 2003 (Kab/Universal Music/Sony Classical)
- Paula Morelenbaum - Berimbaum, 2004 (Mirante/Farol Musica/Universal Music)
- Paula Morelenbaum - Telecoteco, 2008
- Paula Morelenbaum e João Donato - Aqua, 2011 (Biscoito Fino)BiscoitoFino.com.br